# إرنست بيكر (كاتب)
إرنست بيكر (بالإنجليزية: Ernest Becker) هو مؤلف وكاتب وعالم نفس أمريكي، ولد في 27 سبتمبر 1924 في سبرينغفيلد في الولايات المتحدة، وتوفي في 6 مارس 1974 في فانكوفر في كندا بسبب سرطان القولون.

## وصلات خارجية
- الموقع الرسمي